# Chinandega (stad)
Chinandega is een gemeente en stad in Nicaragua en de hoofdstad van het departement Chinandega. De gemeente telde 135.000 inwoners in 2015, waarvan ongeveer tachtig procent in urbaan gebied (área de residencia urbano) woont.

## Geografie
Chinandega bevindt zich in het noordwesten van Nicaragua aan de rand van de Cordillera Los Maribios op een paar kilometer van de San Cristóbal, Casita, Chonco en Pelona. Verder ligt de stad ongeveer 20 km van de kust vandaan.
De noordgrens van de gemeente wordt gevormd door een aantal rivieren waaronder de Estero Real.
De gemeente beslaat een oppervlakte van 687 km² en met 135.000 inwoners in 2015 bedroeg de bevolkingsdichtheid 196 inwoners per vierkante kilometer. De hoofdplaats ligt op 134 kilometer van de landelijke hoofdstad Managua.

### Aangrenzende gemeenten
| Aangrenzende gemeenten  | Aangrenzende gemeenten       | Aangrenzende gemeenten | Aangrenzende gemeenten | Aangrenzende gemeenten |
| ----------------------- | ---------------------------- | ---------------------- | ---------------------- | ---------------------- |
| Somotillo               |                              |                        |                        | Villanueva             |
|                         |                              |                        |                        |                        |
| Puerto Morazan El Viejo | Telica Posoltega Chichigalpa |                        |                        |                        |
|                         |                              |                        |                        |                        |
|                         |                              | El Realejo             |                        |                        |

### Klimaat
Chinandega heeft net als de rest van de Nicaraguaanse westkust aan de Grote Oceaan een savanneklimaat, een zogenaamd Aw-klimaat volgens Köppen. Het droge seizoen duurt van november tot en met april, wanneer er in een half jaar minder dan 170 mm aan neerslag valt. Doordat het in de andere helft van het jaar wel veel regent, bedraagt de jaarlijkse neerslag ongeveer 2000 mm.
| Maand                                   | jan  | feb  | mrt  | apr  | mei   | jun   | jul   | aug   | sep   | okt   | nov  | dec  | Jaar  |
| --------------------------------------- | ---- | ---- | ---- | ---- | ----- | ----- | ----- | ----- | ----- | ----- | ---- | ---- | ----- |
| Gemiddeld maximum (°C)                  | 34,5 | 35,4 | 36,1 | 36,4 | 34,2  | 32,6  | 33,4  | 33,2  | 31,9  | 31,9  | 32,4 | 33,4 | 33,8  |
| Gemiddelde temperatuur (°C)             | 26,4 | 27,2 | 28,0 | 28,7 | 27,9  | 26,6  | 26,9  | 26,8  | 26,0  | 26,0  | 26,1 | 26,1 | 26,9  |
| Gemiddeld minimum (°C)                  | 18,9 | 19,4 | 20,6 | 22,3 | 23,3  | 22,7  | 22,2  | 22,2  | 22,3  | 22,1  | 21,1 | 19,6 | 21,4  |
|                                         |      |      |      |      |       |       |       |       |       |       |      |      |       |
| Neerslag (mm)                           | 1,0  | 0,0  | 7,0  | 14,0 | 309,0 | 313,0 | 193,0 | 271,0 | 404,0 | 330,0 | 63,0 | 84,0 | 1.989 |
| Bron: Hong Kong Observatory (1971-1990) |      |      |      |      |       |       |       |       |       |       |      |      |       |

## Verkeer en vervoer
De stad ligt aan de doorgaande weg van Honduras naar León en beschikt over een systeem van taxiroutes.

## Stedenbanden
Chinandega heeft stedenbanden met:
- Eindhoven (Nederland)
- Leverkusen (Duitsland), sinds 1986[7]

## Geboren
- Ana Navarro (1971), Nicaraguaans-Amerikaanse Republikeinse stratege en politiek commentator